# Tomorrow Square
Il Tomorrow Square (in cinese 明天广场) è un grattacielo di Shanghai, in Cina. È stato progettato dagli architetti John Portman & Associates nel 1997 ed è stato completato nel 2003. Ospita appartamenti e un hotel della catena Marriott International.